# Coptosperma mitochondrioides
Coptosperma mitochondrioides là một loài thực vật có hoa trong họ Thiến thảo. Loài này được Mouly & De Block mô tả khoa học đầu tiên năm 2008.